# Knattspyrnufélag Fjallabyggðar
Il Knattspyrnufélag Fjallabyggðar conosciuta fino al 2010 come KS/Leiftur è una società calcistica islandese con sede nella municipalità di Fjallabyggð, formata dalle città di Siglufjörður e Ólafsfjörður. Milita nella 2. deild karla, terzo livello del campionato islandese di calcio.
la precedente società, nacque è nel 2006 dalla fusione tra due squadre della città di Ólafsfjörður, il Íþróttafélagið Leiftur (Leiftur) ed il Knattspyrnufélag Siglufjarðar (KS).
Disputa le partite interne allo Ólafsfjörðurvöllur con capienza di 1.000 posti a sedere.

## Storia
Nel 1987, la formazione dell'Íþróttafélagið Leiftur (fondata nel 1931) centra per la prima volta la promozione nella massima divisione nazionale, la Úrvalsdeild, tuttavia la squadra retrocede subito.
Il ritorno nella Úrvalsdeild avviene nel 1994; permarrà nella massima serie fino al 2000. Durante queste 6 stagioni, i migliori piazzamenti sono 3 terzi posti, ottenuti nel 1996, 1997 e 1999. Nel 1998, nonostante un piazzamento al 5º posto, equivalente alla metà classifica, la finale di Coppa d'Islanda, pur persa, contro l'IBV Vestmannaeyjar, vale l'accesso alla Coppa UEFA 1999-2000, poiché l'IBV nello stesso anno si laurea anche campione nazionale.
Gli avversari della squadra islandese sono i belgi dell'Anderlecht, che fanno valere la loro maggiore statura tecnica ed eliminano gli avversari con un totale di 9-1.
Nel 2000, con un piazzamento all'ultimo posto, arriva la retrocessione in 1.deild, seconda divisione.
Dopo un piazzamento di metà classifica nel campionato successivo (2001), Leiftur effettua una fusione con la società Dalvík, divenendo Leiftur/Dalvík. Tuttavia questa operazione non porta ai risultati sperati; al contrario, la nuova società sprofonda fino alla 3. deild, quarta divisione, raggiunta nel 2005. Nel 2006 quindi, per evitare di disputare questo campionato ed integrarsi nella 1. deild, Leiftur decide di rompere il legame con il Dalvík e si fonde con il Knattspyrnufélag Siglufjarðar e forma l'attuale KS/Leiftur.
Nel 2010, il KS/Leiftur, cambia nome in Knattspyrnufélag Fjallabyggðar, abbreviato in KF, anche in virtù del fatto che venne creata a livello amministrativo la municipalità di Fjallabyggð. La società ingaggiò come allenatore Lárus Orri Sigurðsson.

## Palmarès

### Competizioni nazionali
- 2. deild karla: 4

1986, 1989, 1991, 2004
- 3. deild karla: 1

1997

### Altri piazzamenti
- Campionato islandese:

Terzo posto: 1996, 1997, 1999
- Coppa d'Islanda:

Finalista: 1998
Semifinalista: 1988
- Supercoppa d'Islanda:

Finalista: 1999
- 3. deild karla:

Terzo posto: 2019

## Statistiche

### Partecipazioni alle coppe europee
| Stagione  | Competizione    | Turno          | Nazione              | Avversario      | Andata | Ritorno | Totale    |
| --------- | --------------- | -------------- | -------------------- | --------------- | ------ | ------- | --------- |
| 1997      | Coppa Intertoto | 1ª giornata    | Germania (bandiera)  | Amburgo         | 1-2    |         |           |
|           |                 | 2ª giornata    | Danimarca (bandiera) | Odense BK       | 4-3    |         |           |
|           |                 | 3ª giornata    | Lituania (bandiera)  | FBK Kaunas      | 2-3    |         |           |
|           |                 | 4ª giornata    | Turchia (bandiera)   | Samsunspor      | 0-3    |         |           |
| 1998      | Coppa Intertoto | 1º turno       | Ucraina (bandiera)   | Vorskla Poltava | 0-3    | 0-3     | 0-6       |
| 1999-2000 | Coppa UEFA      | Qualificazione | Belgio (bandiera)    | RSC Anderlecht  | 1-6    | 0-3     | 1-9       |
| 2000      | Coppa Intertoto | 1º turno       | Svizzera (bandiera)  | FC Luzern       | 2-2    | 4-4     | 6-6 (gfc) |
|           |                 | 2º turno       | Francia (bandiera)   | CS Sedan        | 0-3    | 2-3     | 2-6       |

In grassetto le gare casalinghe